# Reino de Jerusalém
O Reino de Jerusalém ou Reino Latino de Jerusalém, como também era designado, foi um Estado cruzado criado no Levante em 1099 pela Primeira Cruzada. Teve a sua capital em Jerusalém e mais tarde em Acre. Foi extinto em 1291, com a queda desta última cidade.

## Fundação e história remota
O reino surgiu após a captura de Jerusalém pelos cruzados em 1099, o ponto alto da Primeira Cruzada. Godofredo de Bulhão, um dos líderes, tornou-se o seu primeiro monarca, mas preferiu adotar o título de Advocatus Sancti Sepulchri ("Defensor do Santo Sepulcro") no lugar do de rei, ao argumento de que nenhum homem deveria envergar uma coroa onde Jesus havia usado a coroa de espinhos. Godofredo morreu no ano seguinte e seu irmão e sucessor, Balduíno I, foi coroado rei de Jerusalém.
Balduíno expandiu o reino, capturando as cidades portuárias de Acre, Sídon e Beirute, e exerceu a sua suserania sobre outros estados cruzados ao norte - o Condado de Edessa (que ele havia fundado), o Principado de Antioquia e o Condado de Trípoli. A população de origem europeia ocidental aumentou, com os reforços recebidos da Cruzada de 1101; um patriarca latino foi instalado em Jerusalém. As cidades-Estado de Veneza, Pisa e Gênova começaram a envolver-se nos assuntos do reino, quando suas frotas passaram a apoiar a captura de portos, onde foram autorizadas a formar distritos comerciais autônomos.
Balduíno morreu em 1118, sem deixar herdeiros, e sucedeu-lhe seu primo, Balduíno de Burgo, Conde de Edessa. Este também foi um dirigente capaz e, embora tivesse sido feito prisioneiro pelos turcos várias vezes, as fronteiras do reino continuaram a expandir-se, com a captura da cidade de Tiro em 1124.

## Vida cotidiana
Aos poucos, os habitantes de origem europeia começaram a adotar modos orientais, aprendendo o grego e o árabe.
O reino baseava-se no sistema feudal, à semelhança da Europa à época, embora com diferenças: o modo de produção agrícola continuou a ter muçulmanos ou cristãos ortodoxos à frente, os quais se reportavam nominalmente aos nobres latinos donos das terras. Estes, porém, preferiam permanecer nos centros urbanos, em geral, e em Jerusalém, em particular. As comunidades agrícolas eram, portanto, relativamente autônomas e não deviam serviço militar (ao contrário do que ocorria com os vassalos na Europa). Com isso, os exércitos cruzados costumavam ser pequenos e recrutados dentre famílias francesas nas cidades.
O caráter urbano da região e a presença de mercadores italianos fizeram surgir uma economia mais comercial do que agrícola. A Palestina sempre fora um entreposto comercial e, agora, incluía rotas europeias.
Como a nobreza preferia residir em Jerusalém (e não nas suas respectivas terras), exercia uma influência grande sobre o rei e formavam a chamada Haute Cour ("alta corte", em francês), uma forma primitiva de parlamento. Dentre as responsabilidades da corte, destacavam-se a confirmação da eleição de um rei, questões financeiras e o recrutamento de exércitos.
O problema da falta de soldados para o exército foi amenizado com a criação das ordens militares. Os Cavaleiros Templários e os Cavaleiros Hospitalários formaram-se nos primeiros anos do reino. Embora seus quartéis-generais estivessem em Jerusalém, mantinham guarnecidos vastos castelos e adquiriam terras que outros nobres não pudessem mais manter. As ordens militares estavam sob controle direto do papa, não do rei: eram basicamente autônomas e não deviam, em tese, nenhum tipo de serviço militar ao reino, embora na prática participassem de todas as grandes batalhas.
Para a administração da justiça, existia a Suprema Corte de Jerusalém, que originalmente deveria ter jurisdição sobre os grandes senhores, mas gradualmente se tornou o Conselho de Estado do rei lidando com todos os assuntos políticos e seus poderes foram estendidos aos senhores menores. Os tribunais senhoriais em outros lugares eram regidos pelos costumes dessa Suprema Corte.

## Meados doséculo XII
Em 1131, Balduíno II foi sucedido por sua filha, Melisenda, que reinou juntamente com o marido, Fulque. Durante seu reinado, Jerusalém conheceu o auge da expansão econômica e artística. Fulque, um renomado comandante militar, logrou conter a ameaça representada pelo bei de Mossul, Zengui. Mas a sua morte acidental em 1143 permitiu a Zengui tomar Edessa. Melisende, agora regente em nome de seu primogênito Balduíno III, nomeou Manassés de Hierges como condestável; em 1147 chegariam as tropas da Segunda Cruzada.
Balduíno III depôs a sua mãe em 1153 mas restaurou-a no papel de regente no ano seguinte. Também no mesmo ano, Balduíno logrou conquistar Ascalão aos fatímidas. Por outro lado, Noradine unificou a Síria muçulmana ao tomar Damasco, agravando a ameaça contra os cruzados.
Balduíno III morreu em 1162 e sucedeu-lhe seu irmão, Amalrico I, cujo reinado foi dedicado a disputar o controle do Egito contra Noradine e Saladino. Apesar do apoio do imperador bizantino, Manuel I Comneno, Amalrico não conseguiu o seu intento; sua morte e a de Noradine fortaleceram a posição de Saladino.

## A queda de Jerusalém
Sucedeu a Amalrico I seu filho adolescente, Balduíno IV, que sofria de lepra. O reinado deste último assistiu à formação de facções que apoiavam Raimundo III de Trípoli (o "partido dos nobres", que reunia os barões nativos) ou o cunhado incompetente do rei, Guido de Lusignan (o "partido da corte", apoiado pela família real).
Balduíno morreu em 1185 e sucedeu-lhe seu sobrinho menor, Balduíno V, filho de sua irmã Sibila. Balduíno V morreu menos de um ano depois e sua mãe assumiu o trono, juntamente com seu marido Guido de Lusignan. Este revelou-se um governante desastrado.
Durante um tratado de paz firmado com o sultão Saladino, Seu aliado Reinaldo de Châtillon, senhor da Transjordânia e do Castelo de Queraque, atacou uma caravana muçulmana que atravessava a Transjordânia em seu caminho do Cairo para Damasco, embora a alegação popular de que esse episódio efetivamente desencadeou a guerra, a verdade é que Saladino quase com certeza se recusaria a renovar a trégua naquele ano. Em 1187 Saladino invadiu o reino de Jerusalém com um enorme exército de aproximadamente 12 mil soldados profissionais de cavalaria e cerca de 30 mil voluntários na infantaria. O exército do reino cristão foi aniquilado na Batalha de Hatim, embora em números muito menores, o massacre se deu muito por consequência das sucessivas falhas do rei em mover seu exército. Nos meses e anos seguintes, Saladino avançou sobre todo o reino, exceto pelo porto de Tiro, bem defendido por Conrado de Monferrato.
A cidade sagrada de Jerusalém foi tomada por Saladino em 2 de outubro de 1187, após 9 dias de cerco e de um acordo de rendição com os latinos liderados por Balian de Ibelin.
A queda de Jerusalém comoveu a Europa e resultou na Terceira Cruzada. Graças aos esforços de Ricardo Coração de Leão, a maior parte das cidades costeiras da Síria, especialmente Acre, foi recuperada e o Tratado de Ramla foi assinado com Saladino após a Batalha de Arçufe. Conrado de Monferrato casou-se com Isabel, filha de Amalrico I, e foi feito rei, mas logo foi morto por assassinos nizaritas. Isabel casou-se então com Henrique II de Champanhe.

## Os últimos anos
Nos cem anos seguintes, o Reino de Jerusalém resignou-se a ser um pequeno estado ao longo da costa da Síria. Sua capital passou a ser Acre e seu território incluía poucas cidades de monta (Beirute, Tiro). Uma Quarta Cruzada foi organizada após o fracasso da terceira, mas resultou apenas no saque de Constantinopla, em 1204.
Em 1205, a menor Maria de Monferrato, filha de Conrado e Isabel, tornou-se rainha, e casou-se em seguida com João I de Brienne, que logrou manter o reino a salvo. A Quinta Cruzada de 1217, contra Damieta, no Egito, fracassou. Em 1229, o imperador Frederico II, que era rei de Jerusalém devido ao seu casamento com a herdeira, recuperou a cidade por meio de tratado com o sultão aiúbida Camil (Sexta Cruzada). Em 1244, os cristãos perdiam novamente a cidade.
No período de 1229 a 1268, o rei residiu na Europa. Os reis se faziam representar por regentes. O título foi herdado por Conrado IV, Rei dos Romanos, filho de Frederico II e Isabel II de Jerusalém, e posteriormente por seu filho Conradino da Germânia.
Ao longo do século XIII, os mamelucos tomaram aos poucos os territórios do reino, até a queda de Acre, em 1291. O título de rei de Jerusalém foi então reivindicado pelos reis de Chipre e, até hoje, por diversos monarcas europeus.